# سقوط مرگبار (فیلم ۲۰۱۲)
سقوط مرگبار (به انگلیسی: Deadfall) فیلمی محصول سال ۲۰۱۲ و به کارگردانی اشتفان روزویتسکی است. در این فیلم بازیگرانی همچون اریک بانا، اولیویا وایلد، چارلی هونام، کیت مارا، تریت ویلیامز، کریس کریستوفرسون و سیسی اسپیسک ایفای نقش کرده‌اند.